# Tole spinosissima
Tole spinosissima är en kräftdjursart som först beskrevs av Knud Hensch Stephensen 1936.  Tole spinosissima ingår i släktet Tole, ordningen gråsuggor och tånglöss, klassen storkräftor, fylumet leddjur och riket djur. Inga underarter finns listade i Catalogue of Life.